# Tustin (Michigan)
Tustin – wieś w Stanach Zjednoczonych, w stanie Michigan, w hrabstwie Osceola.